# Pedro José Manso
Pedro José Manso conocido por su nombre artístico Pedro Manso (Vassouras, 29 de junio de 1972) es un cómico e imitador brasileño. Pedro es considerado por muchos humoristas y personalidades del humor como el mejor imitador de América Latina.

## Carrera
Comenzó su carrera en el teatro, luego fue a la radio. En Miguel Pereira, una ciudad contigua a la suya, Pedro Manso se convirtió en presentador del programa "Pedro Manso Show", en la extinta radio FM de Miguel Pereira; En el mismo período trabajó como locutor en manifestaciones políticas en la región. Además de presentar a los candidatos en las gradas, también imitó a los candidatos para concejal y alcalde de la ciudad, y grandes personalidades de radio y televisión.
En televisión, hizo su debut en Plantão de Notícias, que se muestra en TV Record Rio de Janeiro y Band Rio. En la radio, participó en Rádio Globo y Super Rádio Tupi. En 2003, se hizo conocido a nivel nacional al participar en la pintura "Se Vira nos 30", por Domingão do Faustão, por Rede Globo, imitando al presentador Fausto Silva y otras personalidades, tales como: Cid Moreira, Maguila,  Ronaldo Fenômeno, Romário, Galvão Bueno y Walter Casagrande.
En 2005, fue a Rede Record, donde se convirtió en parte del elenco del programa Tom's Show, junto a Tom Cavalcante, Tiririca y Shaolin. Aún en Record, participó con varios personajes en el programa Escolinha do Gugu, dirigido por Gugu Liberato. Junto con Shaolin, Pedro Manso presentó la pintura Sorria, Você Está na Record, en el programa Todo es posible, presentada por Eliana y, más tarde, Ana Hickmann.
En 2009, se mudó a Paty do Alferes, a la ciudad de Río Verde, en el estado de Goiás, para trabajar en las estaciones de radio Caiapó 96 FM y Rio Verde Goiás A.M. Poco después, regresó a Río de Janeiro.
Actualmente es contratado por SBT, donde es uno de los miembros del jurado de la pintura "Dez ou Mil", de Programa do Ratinho, y también participa en la pintura "De Quem é Essa Mansão?", De Domingo Legal, además de ser juez de Sabadão con Celso Portiolli. En ambos programas, imita figuras como: Valdemiro Santiago, Faustão, Silvio Santos, Galvão Bueno, Agnaldo Timóteo, José Luiz Datena, Clodovil, Cid Moreira, Tiririca, Maguila, Ronaldo Fenômeno, Romário, Pelé, Zico, Bolsonaro, Tim Maia, Jamelão, etc.